# 太田和臣
太田 和臣（おおた かずおみ、1986年7月1日 - ）は、日本の重量挙げ選手。福岡県立八幡中央高等学校教諭（ウエイトリフティング部顧問）、北九州市特命大使（スポーツ）。

## 経歴
北九州市出身。身長183cm、体重145kg。祖父はイギリス人。福岡県立八幡中央高等学校卒業後九州国際大学に進学。卒業後も九国大ウエイトリフティング部コーチとして競技活動を続ける。
全日本ウエイトリフティング選手権105キロ超級で2007年から2015年まで9連覇。。スナッチ、ジャーク、トータルのジュニア日本と大学の公認最高記録、及びスナッチ、トータルの日本記録保持者。
2012年ロンドン・オリンピック出場。
2016年4月1日付で福岡県教育委員会に採用、保健体育科教諭として母校である八幡中央高等学校に赴任した。
その後2019年4月1日付けで福岡県立光陵高等学校に異動。引き続きウエイトリフティング部顧問に着任。

## 略歴
- 2005年全日本ジュニア選手権にてトータルの高校記録で優勝。
- 2006年世界ジュニア選手権8位。
- 2007年世界選手権24位。
- 2008年北京プレ五輪大会6位。
- 2008年アジア選手権3位。
- 2009年アジア選手権4位。
- 2009年東アジア大会2位。
- 2010年アジア大会7位。
- 2011年世界選手権18位。
- 2012年アジア選手権5位。
- 2012年ロンドン・オリンピック13位（スナッチ185キロ、ジャーク215キロ、トータル400キロ）。
- 2014年世界選手権12位。